# Marci Shore
Marci Shore (ur. w 1972) – amerykańska historyczka, badaczka historii Europy Wschodniej.

## Życiorys
Wykładała na Uniwersytecie Indiany, potem na Uniwersytecie Yale. W 2006 opublikowała książkę Kawior i popiół, poświęconą polskim pisarzom okresu międzywojennego zauroczonym ideologią komunistyczną (bohaterami są m.in. Władysław Broniewski, Bruno Jasieński, Aleksander Wat, Wanda Wasilewska). Praca została wyróżniona wieloma nagrodami, m.in. prestiżową Fraenkel Prize, przyznawaną autorom wybitnych dzieł z zakresu historii najnowszej.
Shore przetłumaczyła na język angielski Czarne sezony Michała Głowińskiego. Obecnie pracuje nad projektem naukowym dotyczącym fenomenologii w Europie Środkowo-Wschodniej w XX wieku.
Jej mężem jest amerykański historyk Timothy Snyder.

## Publikacje w języku polskim

### Książki
- Kawior i popiół. Życie i śmierć pokolenia oczarowanych i rozczarowanych marksizmem, przeł. Marcin Szuster, Warszawa: Świat Książki – Bertelsmann Media 2008 (wyd. 2 – 2012).
- Smak popiołów, przeł. Marcin Szuster, Warszawa: Świat Książki 2011.
- Nowoczesność jako źródło cierpień, przeł. Marcin Szuster, Warszawa: Wydawnictwo Krytyki Politycznej 2012.
- (wstęp) Tony Judt, Historia niedokończona. Francuscy intelektualiści 1944–1956, przeł. Paweł Marczewski, wstęp Marci Shore, Warszawa: Wydawnictwo Krytyki Politycznej 2012.
- Ukraińska noc. Rewolucja jako doświadczenie,  przeł. Marcin Szuster, Warszawa: Wydawnictwo Krytyki Politycznej 2018

### Artykuły
- Język, pamięć i rewolucyjna awangarda. Kształtowanie historii powstania w getcie warszawskim w latach 1944–1950, „Biuletyn Żydowskiego Instytutu Historii” 48 (1998), nr 4, s. 44–61.
- Mój wyjazd nie był niespodzianką, oprac. Marci Shore, „Przegląd” 2000, nr 10, s. 21.
- Za dużo kompromisów. Stop, tł. Sergiusz Kowalski, „Gazeta Wyborcza” 13 VII 2009, nr 161, s. 25–26.
- Bardzo krótki pobyt we Lwowie, tł. Marcin Szuster, „Gazeta Wyborcza” 18 V 2009, nr 114, s. 27.
- Bóg, wymyślona rzecz, tł. Sergiusz Kowalski, „Gazeta Wyborcza”, 12 X 2009, nr 238, s. 26.
- Kiedy Bóg umarł..., tł. Marcin Szuster, „Realia i co dalej...” 2009, nr 3, s. 191–199.
- Narcyzm jako źródło cierpień, tł. Maciej Kropiwnicki, „Krytyka Polityczna” 2009, nr 19, s. 73–79.
- Tony Judt (1948–2010), „Zeszyty Literackie” 28 (2010), nr 4 (112), s. 50–59[4].
- Bezdomni ludzie w potrzaskanym świecie: Hannah Arendt o sprawie żydowskiej, tł. Dariusz Żukowski, „Gazeta Wyborcza” 29 IV 2013, nr 99, s. 28–29.